# Микотрофные растения
Микотро́фные растения, микотро́фы (от др.-греч. μύκης — гриб и др.-греч. τρόφη — пища, питание) — растения, нормально произрастающие и развивающиеся благодаря микоризному контакту с грибами. Питательные вещества микотрофы получают из почвы с помощью гиф, поселяющихся в корнях или на корнях грибов.
Микотрофы часто являются эдификаторами лесных, степных и высокогорных лугов, но слабо представлены в тундровых, пустынных и некоторых гольцовых сообществах. У каждого вида микотрофных растений форма микоризы и степень её развития зависят от нескольких факторов, таких как возраст, фенофаза, а также от экологической обстановки (например, у кедровой сосны в разных условиях развивается эндотрофная или эктотрофная микориза нескольких разновидностей).
К микотрофам относятся все голосеменные, большинство однодольных (75 %) и двудольных (80—90 %) растений (за исключением некоторых однолетних, осок, хвощей, плаунов и водных растений). Также, вероятно, нет микотрофов и среди растений-паразитов и полупаразитов. Среди них различают 3 группы: растения, не развивающиеся из семян без заражения грибом-симбионтом (орхидные); растения, способные расти без микоризы, но значительно лучше развивающиеся при заражении грибом (многие деревья, кустарники, кустарнички); растения, нередко имеющие микоризу, но в благоприятных условиях питания хорошо развивающиеся и без заражения грибом (липа, берёза, многие кустарники).